# Nate Thompson
Nathan Scott Thompson, detto Nate (Anchorage, 5 ottobre 1984), è un ex hockeista su ghiaccio statunitense.

## Carriera
Nella sua lunga carriera ha disputato 930 incontri in quindici stagioni in NHL (844 in stagione regolare e 86 nei play-off) con le maglie di Boston Bruins (che lo avevano scelto al draft 2003), New York Islanders, Tampa Bay Lightning, Anaheim Ducks, Ottawa Senators, Los Angeles Kings, Montreal Canadiens, Philadelphia Flyers e Winnipeg Jets.
Ha giocato anche 290 incontri in American Hockey League con le maglie di Providence Bruins (ai quali era stato assegnato da Boston ad inizio carriera), San Diego Gulls e Ontario Reign (coi quali ha chiuso la carriera nel 2023).
Durante la serrata del 2012, Thompson giocò anche in ECHL con gli Alaska Aces.
Con la nazionale statunitense ha disputato due edizioni dei mondiali: nel 2012 (eliminati ai quarti di finale) e 2013 (terzo posto finale). In entrambi i casi fu capitano alternativo.

## Palmarès

### Mondiali
- 1 medaglia:
  -  1 bronzo (Svezia/Finlandia 2013)